# Gotthilf Hiller
Gotthilf Gerhard Hiller (* 7. Mai 1944, Sindelfingen, Baden-Württemberg) ist ein deutscher Pädagoge und Hochschullehrer.

## Werdegang
Gotthilf Hiller wurde am 7. Mai 1944 in Sindelfingen, einer Stadt nahe Stuttgart, geboren. Sein Vater betrieb zusammen mit seiner Ehefrau eine Meisterschneiderei in Holzgerlingen, wo die Familie Hiller auch lebte. Von 1950 bis 1955 besuchte er die Volksschule in Holzgerlingen und anschließend von 1955 bis 1964 das Goldberg-Gymnasium in Sindelfingen, an dem er mit Auszeichnung das Abitur absolvierte. Die Schulbildung erlebte Hiller als Kontrastprogramm zum pietistisch-religiös geprägten Elternhaus, sodass er sich, entgegen dem Willen seines Vaters, 1964 für Germanistik, Latein, Philosophie an der Universität Tübingen immatrikulierte. Im selben Jahr wechselte er zur damals neu gegründeten Pädagogischen Hochschule Reutlingen (heute PH Ludwigsburg), an der er 1967 sein Staatsexamen für das Lehramt an Volksschulen ablegte. Im Anschluss daran nahm er ein Promotionsstudium an der Universität Tübingen auf und wurde 1969 in den Fächern Pädagogik, Soziologie, Germanistik zum Dr. phil. promoviert. Die von Andreas Flitner betreute Dissertation mit dem Titel Konstruktive Didaktik. Empirische Beiträge zur Definition von Unterrichtszielen durch Lehrformen und Unterrichtsmodelle wurde im akademischen Umfeld durchaus positiv aufgenommen. 1970 heiratete er. Nach einer kurzen Zwischenphase als wissenschaftlicher Assistent am Lehrstuhl von Andreas Flitner an der Universität Tübingen, wechselte Hiller 1971 als Dozent für Lernbehindertenpädagogik zurück zur Pädagogische Hochschule Reutlingen und Ludwigsburg. 1973 wurde er mit 28 Jahren zum Professor für Lernbehindertenpädagogik und Sonderpädagogische Erwachsenenbildung ernannt, und zählte damit zu den jüngsten Professoren Deutschlands. Im selben Jahr erhielt er eine Gastprofessur für Schulpädagogik an der FU Berlin. Bis zu seiner Emeritierung 2004 lehrte er Lernbehindertenpädagogik an der PH Reutlingen bzw. an der PH Ludwigsburg.
Hiller gilt als Vertreter einer kultursoziologisch fundierten und zielgruppenspezifischen Didaktik. Wie Werner Nestle und Gerhard Klein gehört er zur sogenannten Reutlinger Schule, die die Lernbehindertenpädagogik in den 1970er und 1980er Jahren entscheidend prägte.

## Wirken
Hillers Forschungsschwerpunkte lagen auf der Entwicklung von Bildungskonzepten für benachteilige Kinder und Jugendliche; der Erforschung von Lebensverläufen junger Menschen in erschwerten Lebenslagen sowie der Unterstützung von Jugendlichen in allen Lebenslagen. In diesem Kontext entwickelte er zusammen mit anderen Kollegen der Fakultät den „Mehrperspektivische Unterricht“, ein von der Stiftung Volkswagenwerk mit erheblichen Mitteln finanziertes, didaktisches Konzept, mit dem Ziel, den Grundschulunterricht neu zu entwerfen und zu organisieren.

### Konzept einer "realitätsnahen Jugendschule"
Aus einer Zukunftsperspektive der Schüler heraus richtet Hiller sein didaktisches Konzept auf Schüler aus, die
- in der Regel ihr künftiges Leben auf einer wirtschaftlich schmalen, oft ungesicherten Basis führen müssen,
- aufgrund ihrer geringen sozialen Attraktivität auch auf dem Markt der privaten Beziehungen nur sehr eingeschränkte Chancen haben,
- häufiger in Zwangskontakt mit öffentlichen Institutionen und Ämtern kommen und
- mit dem gesellschaftlichen Vorwurf leben müssen, selbst an ihrer schwierigen, oftmals unerträglichen Lage schuld zu sein.[1]

Mit dieser Konzeption reagiert er auf eine Orientierung an der Norm der Mittelschicht in der Lernbehindertenpädagogik, was er als "kulturimperialistisch" kritisiert und wodurch Schüler auf ein Leben vorbereitet würden, das sie nie führen werden.
Hiller sieht eine Öffnung der Schulen für die Lebenswirklichkeit, in der sich die Schulbesucher während und nach der Schulzeit befinden, vor und beschreibt Lehrkräfte und begleitende Erwachsene als Unterstützende und Vorbilder, die den Weg aufzeigen können. Besonders Lehrkräfte müssten sich bewusst machen, wie weit die eigene Lebenswelt von dem entfernt ist, was die Schüler umgibt und erwartet. Diese könnten sich dadurch an die Lebenswirklichkeit von Schülern mit Beeinträchtigungen des Lernens annähern, dass sie eine kontinuierliche, langfristig "nachgehende Betreuung" einzelner Schüler praktizieren, sich systematisch mit erzählender Literatur zum Leben von Kindern, Jugendlichen und Erwachsenen in gestörten Verhältnissen sowie mit einschlägig sozialwissenschaftlicher Literatur beschäftigen. Hiller merkte bereits vor ca. 30 Jahren an, dass Schüler des "unteren Fünftels der Gesellschaft" nach dem Abschluss in marginalisierte, unsichere und gering bezahlte Beschäftigungsverhältnisse einmünden. Phasen der Arbeitslosigkeit, unsichere soziale Beziehungen, Probleme mit der Legalität und bei der Bewältigung des Alltags würden sich gegenseitig zusätzlich bedingen. Dies gelte insbesondere für Schulabgänger von Förderschulen mit dem Schwerpunkt Lernen und soziale emotionale Entwicklung, schwache Hauptschüler sowie Schüler ohne Schulabschluss. Der seinerzeit aktuellen Integrationsdiskussion warf Hiller "Sozialromantik" vor und entwirft stattdessen eine Jugendschule, die
- die Möglichkeit des Besuchs einer fünfjährigen Grundschule für alle Schüler bietet. Den Schülern kann zum Ausgleich ihrer Lernschwierigkeiten mehr Zeit für dieselben Inhalte gelassen werden, bei bereitgestelltem ausgebildeten Fachpersonal zur Sicherstellung des Übergangs in eine weiterführende Schule.
- eine zweijährige Eingangsstufe zu Jugendschulen vorsieht. Diese Zwischenstufe ist für 12- bis 13-jährige Schüler konzipiert, die noch weitere Vorbereitung benötigen, um die weiterführende Schule durchlaufen zu können.
- berufliche und lebenspraktische Bildung für 14- bis 17-jährige Schüler bereitstellt, die keine weiterführende Schule besuchen.

Jugendschule als alternatives Konzept zur Hauptschule/Sonderschule sieht über die Schulzeit hinaus vor, einen Erstzugang zum Beschäftigungssystem zu ermöglichen, ohne dass dabei  eine Existenzsicherung durch Ausbildungsvergütung der Unternehmen (Transferleistungen) erfolgen muss.

### Konzept des "bewusstseinsbildenden Unterrichts"
Als zentrales Prinzip des bewusstseinsbildenden Unterrichts sieht Hiller die Orientierung an den jeweiligen Lebenswelten der Schüler und deren aktuellen Lebensthemen. Die Schüler sollen einen realistischen Blick auf ihre zukünftige Partizipation am gesellschaftlichen Leben erhalten, es soll ihnen bewusst sein, dass sie als "Grenzgänger" zwischen ihrer eigenen und einer an der Norm der Mittelschicht orientierten Lebenswelt werden agieren müssen. Damit "Dialogbarrieren" zwischen Lehrkräften und Schülern in Bezug auf das, was zur Lebenswelt gehört, beseitigt werden können, schlägt Hiller unter anderem Hausbesuche, längerfristige nachgehende Betreuung und vor allem einen respektvollen, wertschätzenden Umgang sowie intensive Auseinandersetzung mit den schriftlichen und mündlichen Äußerungen der Schüler und deren wichtigen Personen im Umfeld, vor. Bewusstseinsbildung betrifft somit auch Lehrkräfte, die sich in einer dialogischen Beziehung auf die Themen und Bedürfnisse ihrer Schüler uneingeschränkt einstellen sollen.

## Schriften (Auswahl)
- Ausbruch aus dem Bildungskeller. Armin Vaas Verlag, 1991 (mittlerweile erschienen in 4. Auflage)
- Von normierter Einfalt zu normaler Vielfalt. Plädoyer für eine Stärkung der integrativen Funktion des Bildungssystems. In: Zeitschrift für Pädagogik. Jahrgang 37, Heft 2, 1991, S. 225–244
- Plädoyer für eine Archäologie der Formen des Lehrens und Lernens. In: Die deutsche Schule. DDS. Zeitschrift für Erziehungswissenschaft, Bildungspolitik und pädagogische Praxis. Die Deutsche Schule. Weinheim 1994, 86. Jahrgang, Heft 4, S. 421–439